# André Boris
Pour les articles homonymes, voir Boris.
 (octobre 2016).
André Pierre Louis Boris, né le 23 août 1878 à Toul (Meurthe-et-Moselle) et mort le 30 juin 1946 à Paris, est un militaire français, général de corps d'armée au Service de l'inspection générale de l'artillerie (1940).

## Biographie
Son père, Paul Léon Boris, est notaire de profession et sous-lieutenant d'infanterie, attaché à la trésorerie de l'armée des Vosges en 1870. 
Par sa mère, Gabrielle Alexandre, il est le neveu du général René Alexandre (1864-1932), polytechnicien, général de division, et le neveu de l'ingénieur des Ponts et Chaussées, Paul Alexandre. André Boris est également lié à la famille de Paul Léon époux de Madeleine Alexandre fille de Paul Alexandre et Jeanne Lévy.
André Boris est cousin de Georges Boris, directeur de cabinet de Léon Blum en 1938 et épouse Marguerite Blum le 20 mai 1912 au Consistoire israélite de Paris. « Les Boris sont patriotes, républicains et résolument laïques ». 
Il a fait ses études au collège de Toul où il obtient les premiers prix de version grecque, histoire et géographie[réf. nécessaire]. Son livret scolaire mentionne à plusieurs reprises « élève intelligent studieux, a fait les efforts les plus consciencieux, progrès remarquable, travail méthodique, bon élève, sérieux, avec plus de réflexion et de maturité, fera de bonnes études ». Il intègre l’École polytechnique en 1895, puis l’École supérieure de guerre en 1910. Durant l'affaire Dreyfus, bien que convaincu de l'innocence du condamné, il garde une confiance totale dans la justice rendue ; il entretient alors une correspondance avec Justin Dennery, également futur général.

### Lerégime de Vichy
Le général Boris assure la présidence du Tribunal militaire qui, à Toulouse, condamne en juillet 1940 Charles de Gaulle pour refus d’obéissance à 4 ans d’emprisonnement et cent francs d’amende. Il aide également à créer le réseau Camouflage du matériel. Bien que laïc, il prend part en septembre 1940 aux débats de l'assemblée générale de l'Association des rabbins français sur la politique de l'État français vis-à-vis de la communauté. Le général Boris est mis d'office à la retraite en vertu de son appartenance à la « race juive » conformément aux lois sur le statut des Juifs du régime de Vichy. Il rédige, en tant que le plus ancien dans le grade le plus élevé des officiers israélites, une lettre de protestation adressée au maréchal Pétain le 10 novembre 1940 au nom de tous les dégradés.
Il se réfugie à Nîmes et anime le Comité d'assistance aux réfugiés où il contribue avec le HICEM à aider l'émigration des Juifs du Gard.
À son décès, le colonel Fort écrit : « De passage à Paris, je n'ai pas manqué de faire une visite au Val de Grâce à mon ancien et vénéré chef le général Boris. C'est avec une grande douleur que j'ai appris que le général était décédé le 30 juin 1946. Croyez bien que je suis très affecté par la disparition prématurée d'un chef bon, juste et particulièrement qualifié pour les postes les plus élevés et qui avait toujours été pour moi d'une grande bienveillance. La France a perdu un chef que la trahison vichyste a essayé d'humilier. Mais le dévouement et l'affection des anciens subordonnés du général l'ont toujours soutenu dans l'épreuve. Fort, colonel d'artillerie en retraite, Metz. »

## Carrière militaire
- 1906 : lieutenant
- 1910 : capitaine à l’état-major d’une division.
- 1914 : état-major 70e division infanterie de réserve
- 1916 : état-major 3e armée
- 1918 : chef d’escadron, E.M. 4e armée
- 1919 : état-major 20e régiment
- 1924 : lieutenant-colonel
- 1927 : colonel
- 1931 : général au brigade, le 15 août 1931
- 1933 : directeur de l’artillerie au ministère de la Guerre
- 1938 : commandant de la 4e région militaire, prend officiellement possession de son commandement le 01/07/1938
- 1939 : général du corps des armées, 2 septembre 1939, 4e CA
- 1940 : général de Corps d’armée, service Inspection générale de l’artillerie
- 1942 : mis d'office à la retraite le 1er avril 1942 « en raison de son appartenance à la race juive »
- 1944 : réintégré le 30 octobre 1944 en vertu de l’ordonnance « en qualité de Juif »

## Décorations
- Chevalier de la Légion d’honneur 4 août 1915, la présente nomination comporte l’attribution de la croix de guerre avec palme[15]
- Diplôme de président d'honneur de la 145e section de la Fédération nationale des sous-officiers des Armées de terre, de mer et de l'air, 25 décembre 1917
- Officier de la Légion d’honneur, le 23 décembre 1927[16]
- Commandeur de la Légion d’honneur, le 30 juin 1938
- Croix de guerre belge, 17 avril 1920, royaume de Belgique, le ministre de la Défense nationale
- Croix militaire conférée par le roi de Grande-Bretagne, 22 octobre 1920, grande chancellerie de la Légion d'honneur, ordres étrangers
- Décoration de 5e classe de l'ordre impérial du Soleil levant (Japon), 16 mars 1921
- Nommé au troisième rang de commandeur de l'ordre du Ouissam alaouîte chérifien, le 28 décembre 1929

## Documentation
- Philippe E. Landau, « André Boris, général de division, inspecteur général de l'artillerie, membre du Consistoire central », Archives juives : Revue d'histoire des Juifs de France, vol. 27, no 2,‎ 2e semestre 1994 (ISSN 0003-9837, présentation en ligne).
- Archives du général Boris  déposées au Service historique de la Défense à Vincennes, cote 13 YD 635